# Niudúngia
Niudúngia (em latim: Niudungia; em sueco: Njudung), também conhecida como Nudúngia (em latim: Nwdwngia), Nidúngia (Nydungia), Nutíngia (Nuthingia), Nitíngia (Nythingia) ou Niudcúngia (Niwdkwngia), era uma das 13 terras pequenas (semelhantes às folclândias da Uplândia) que formaram a Esmolândia, na Suécia.

## História

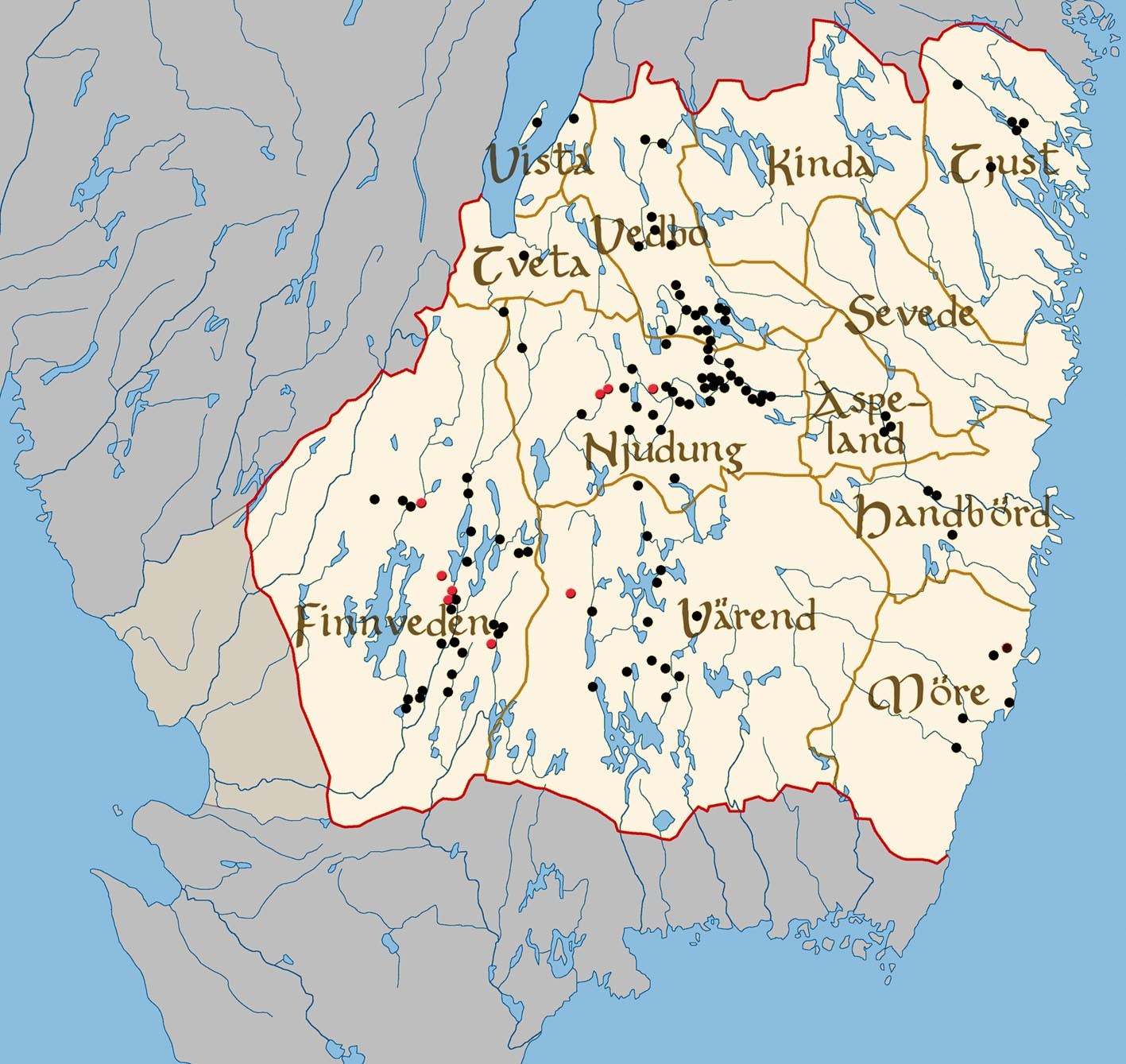
As pequenas terras da Esmolândia. Os pontos pretos e vermelhos marcam as pedras rúnicas da região

Niudúngia era uma das 13 terras pequenas (folclândias) que formaram a Esmolândia. Judicialmente, pertencia ao Distrito de Tio, que grosseiramente corresponde ao atual condado de Cronoberga e que se formou, no mais tardar, sob o rei Canuto I (r. 1167–1196). Era subdivida em dois hundredos: Oriental e Ocidental. Eclesiasticamente, pertenceu original à Diocese de Escara, mas depois ficou sob controle da Diocese de Lincopinga. Nela estava em vigor a Lei da Esmolândia. Era formada por Vrigstad e as paróquias ao redor do centro de Sävsjö. Foram encontradas 36 pedras rúnicas em Niudúngia.
Túmulos com cremação e portando armas da Idade do Ferro e Era Viquingue foram encontrados no complexo de Horinge/Skeda e eles se assemelham aqueles da Gotalândia e Suelândia. Outrossim, os túmulos são uniformes e estão dispostos de modo que coincidiam com as fronteiras de Niudúngia. Em 1248, Birger e o rei Érico XI um alqueire do dízimo de Niudúngia e Finuídia foi dado ao mosteiro onde o "bispo Culão àquela época era cancelário real". Antes de 1300, foi erigido o Castelo de Hultaby. Entre 1349-1350, quando a Peste Negra atingiu a Suécia, há registro da doações de bens de Nidúngia para instituições religiosas.
Em 1370, há registro de um castelo na cidade de Sundolmo que, juntamente com as cidades de Picsburgo e Trolaburgo, ambas em Finuídia, serviam para o controle mais efetivo do poder central sobre o sul da Esmolândia. No fim da Idade Média, das 38 paróquias de Nidúngia, apenas sete tinham igrejas de madeiras, nenhuma sobrevivente: Näshult, Bäckaby, Stockaryd, Carlostorpe,  Estensberga, Almesocra, e Solberga Meridional. Tais prédios eram muito famosos e se diz que havia uma escola estilística ali (em sueco: Njudungsskolan).